# 磁碟槽
磁碟槽（Drive bay）是內置於電腦機箱中的一个标准大小的区域，方便用戶在機箱內添加硬件。大多数磁碟槽都固定在机箱内部，但也有一些磁碟槽可以拆卸。
自IBM PC首次引入磁碟槽以来，有许多形式的磁碟槽陸續誕生。目前常見的磁碟槽有四种外形尺寸，分别是5.25英寸、3.5英寸、2.5英寸和1.8英寸。这些名称并不是指磁碟槽本身的宽度，而是指安装在磁碟槽上的磁盘的宽度。